# 774 Armor
774 Armor è un asteroide della fascia principale del diametro medio di circa 50,37 km. Scoperto nel 1913, presenta un'orbita caratterizzata da un semiasse maggiore pari a 3,0458857 UA e da un'eccentricità di 0,1723865, inclinata di 5,56442° rispetto all'eclittica.
Il suo nome fa riferimento ad Armorica, l'antico nome celtico della Bretagna.